# Bunker 599
Pour les articles homonymes, voir Bunker.
Bunker 599 (ou Bunker 599 + 603) est une installation artistique de la ville de Culembourg, aux Pays-Bas. Il s'agit d'un ancien bunker scié en son milieu afin de permettre le passage.

## Caractéristiques
Bunker 599 est situé sur le territoire de la commune de Culembourg dans la province de Gueldre, à proximité de l'autoroute A2. L'œuvre fait usage d'un ancien bunker en béton de 7 m de long sur 5 m de large et autant de haut, de forme vaguement rectangulaire, chanfreiné sur sa partie supérieure. Il possède des murs de 2 m d'épaisseur. Ce bunker est tranché en son milieu, sur toute sa longueur, par une coupure un peu plus large qu'un homme et permettant de le traverser, mettant en évidence l'exiguïté de son intérieur, d'ordinaire invisible.
Le bunker est posé sur la terre ferme, à un mètre d'un petit lac. Il est accessible par un petit escalier qui descend dans l'axe de la tranchée ; également dans cet axe, de l'autre côté, le chemin devient une passerelle permettant de parcourir quelques mètres au-dessus de l'eau.

## Historique
Le bunker est l'un des 700 ouvrages de béton de la Nieuwe Hollandse Waterlinie, une série d'ouvrages défensifs construits entre 1815 et 1940, destinés à inonder volontairement une partie du territoire des Pays-Bas afin de transformer son cœur économique en île. Le bunker en lui-même est construit en 1940.
Le système défensif est peu à peu oublié après la Seconde Guerre mondiale. À partir de la fin du XXe siècle, le gouvernement néerlandais lance un projet visant à remettre en valeur les 85 km de la Nieuwe Hollandse Waterlinie, à travers diverses réalisations (conservation, aménagement paysage, etc.). Les agences de design néerlandaises RAAAF et Atelier de Lyon sont chargées du Bunker 599,. Il s'agit, à l'époque, d'un petit bunker envahi par la végétation, au bord de l'autoroute. Il est scié en deux, sa partie centrale est extraite, tandis que la dépression qu'il borde est à nouveau remplie d'eau,.
L'installation est inaugurée en octobre 2010. En 2011, le projet est lauréat des Dutch Design Awards.